# Орден Красного Знамени (Чехословакия)
О́рден Кра́сного Зна́мени (чеш. Řád rudé zástavy) — государственная награда Чехословакии.

## История
Орден Красного Знамени был учрежден постановлением № 6/1955 правительства Чехословакии 8 февраля 1955 года, которым изменяется присвоение почетного звания Герой Чехословацкой Республики и основывается Орден Красного Знамени, Орден Красной Звезды, медали «За заслугу в обороне государства» и медали «За службу государству».
Статут ордена позднее был изменен постановление правительства № 44/1955 от 9 сентября 1955 года и № 52/1958 от 20 августа 1958 года.

## Положение
Орденом Красного Знамени награждаются военнослужащие чехословацкой Народной армии и воинских частей Министерства внутренних дел ЧССР, проявившие незаурядную храбрость в боях с врагами, а также за выдающуюся деятельность в укреплении вооруженных сил ЧССР и обороноспособности государства.

## Описание
Знак ордена — серебряная пятиконечная звезда красной эмали, на которую наложена золотистая пятиконечная звезда меньшего размера. Между лучами большой звезды видны по два листика лавра.
Реверс знака: пятиконечная звезда красной эмали с серебряным медальоном в центре. В медальоне:
- до 1960 года — гербовой коронованный лев Богемии со словацким щитком на груди;
- после 1960 года — герб ЧССР.

При помощи фигурного звена в виде двух липовых ветвей, обвивающих булаву, знак ордена подвешен к орденской ленте.
Орденская лента муаровая красного цвета с полосками тёмно-красного цвета по краям.
 Для повседневного ношения имеется планка, обтянутая орденской лентой с металлическим миниатюрным знаком ордена в центре.

### Советские кавалеры ордена
- Ахромеев, Сергей Фёдорович
- Вашурин, Пётр Семёнович
- Плиев, Исса Александрович
- Плохов, Алексей Александрович
- Фомичев, Михаил Георгиевич
- Язов, Дмитрий Тимофеевич
- Безбоков, Владимир Михайлович
- Мурзин, Даян Баянович

### Награждённые организации
- Военная краснознаменная командная академия противовоздушной обороны имени Маршала Советского Союза Г. К. Жукова 1978